# Eric Martin (chanteur)
Pour les articles homonymes, voir Éric Martin et Martin.
Eric Lee Martin (né le 10 octobre 1960, à Long Island, New York (État)) est un chanteur de rock américain, principalement connu en tant que chanteur du groupe Mr. Big. Il a également sorti dix albums solo et fait quelques collaborations.